# Crescete e moltiplicatevi
Crescete e moltiplicatevi (tdl. ‘Crecer y multiplicarse’) es una película italiana de 1973 dirigida por Giulio Petroni.

## Argumento
Plácido tiene mujer, hija, criada y una cuñada monja. Las cuatro se quedan embarazadas al mismo tiempo.

## Reparto
- Raymond Pellegrin: Plácido Pellesi.
- Lionel Stander: Comandante Zullin.
- Hugh Griffith: Monseñor Casadei.
- Francesca Romana Coluzzi: Luisa.
- Daniela Halbritter: Mariangela.
- Rosalba Neri: La monja
- Gigi Ballista: Doctor.
- Silvio Noto: Vladimir Caoli.
- Fabrizio Moroni: Fiorenzo.
- Rodolfo Bigotti
- Elvira Cortese
- Patrizia Luparia